# 리모니아
리모니아(학명: Limonia acidissima 리모니아 아키디시마[*])는 운향과의 단형 속인 리모니아속(학명: Limonia)에 속하는 과일 나무(교목)이다. 원산지는 동남아시아와 남아시아 및 주변의 섬 지역이다.

## 사진

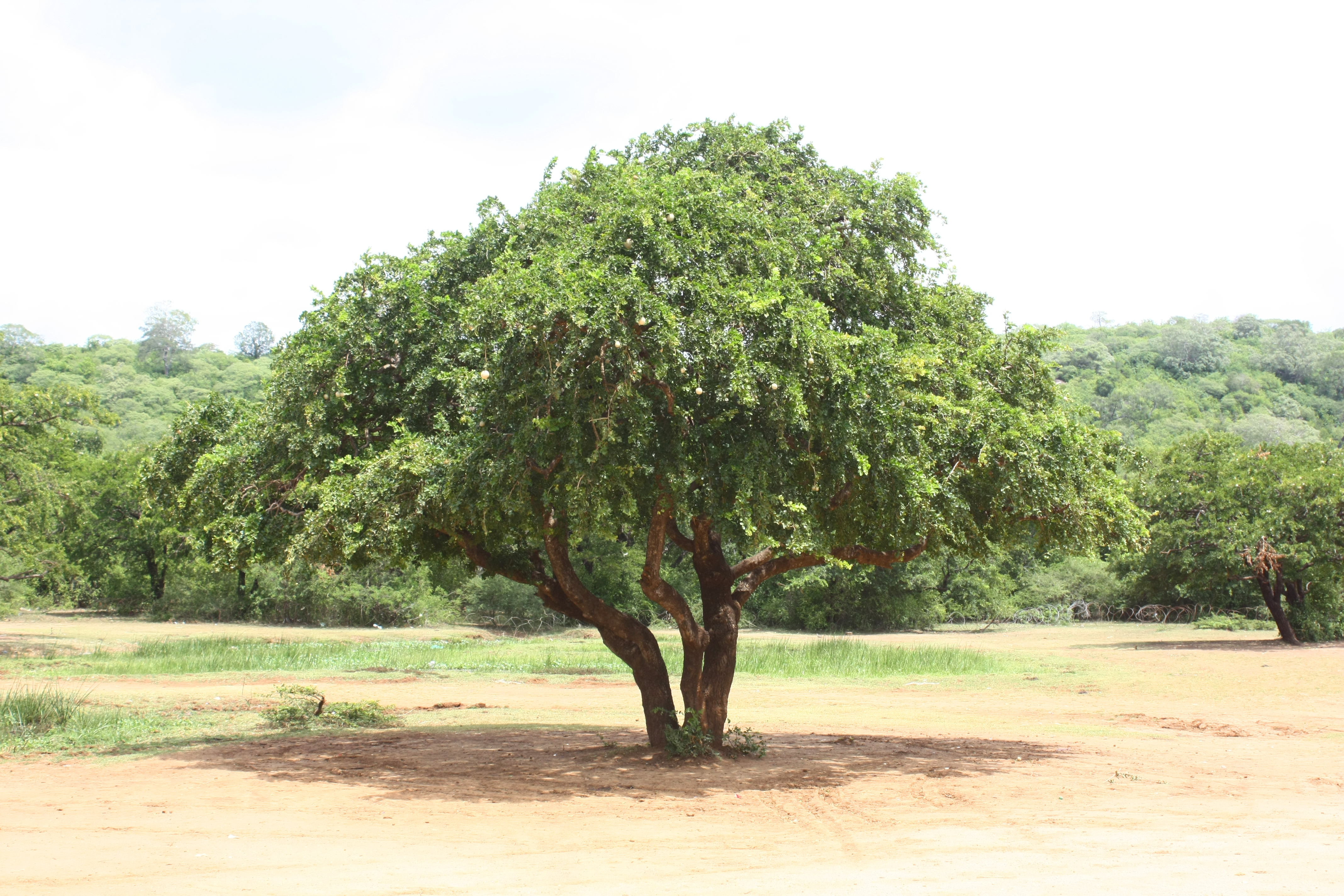
나무
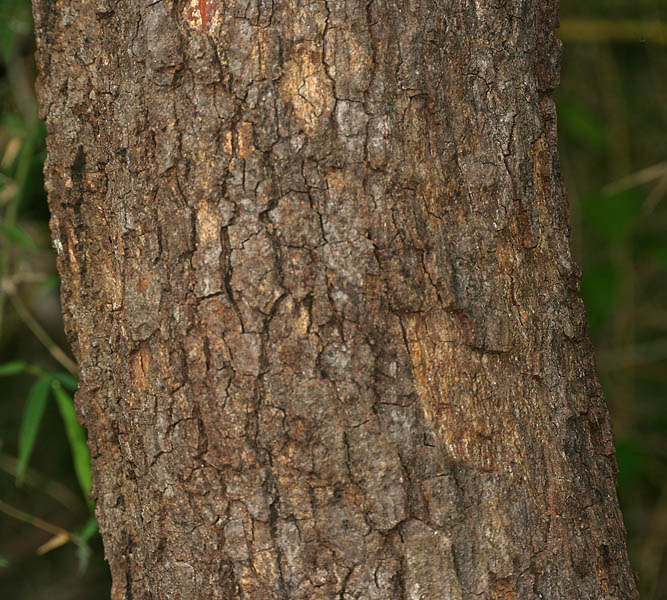
나무줄기
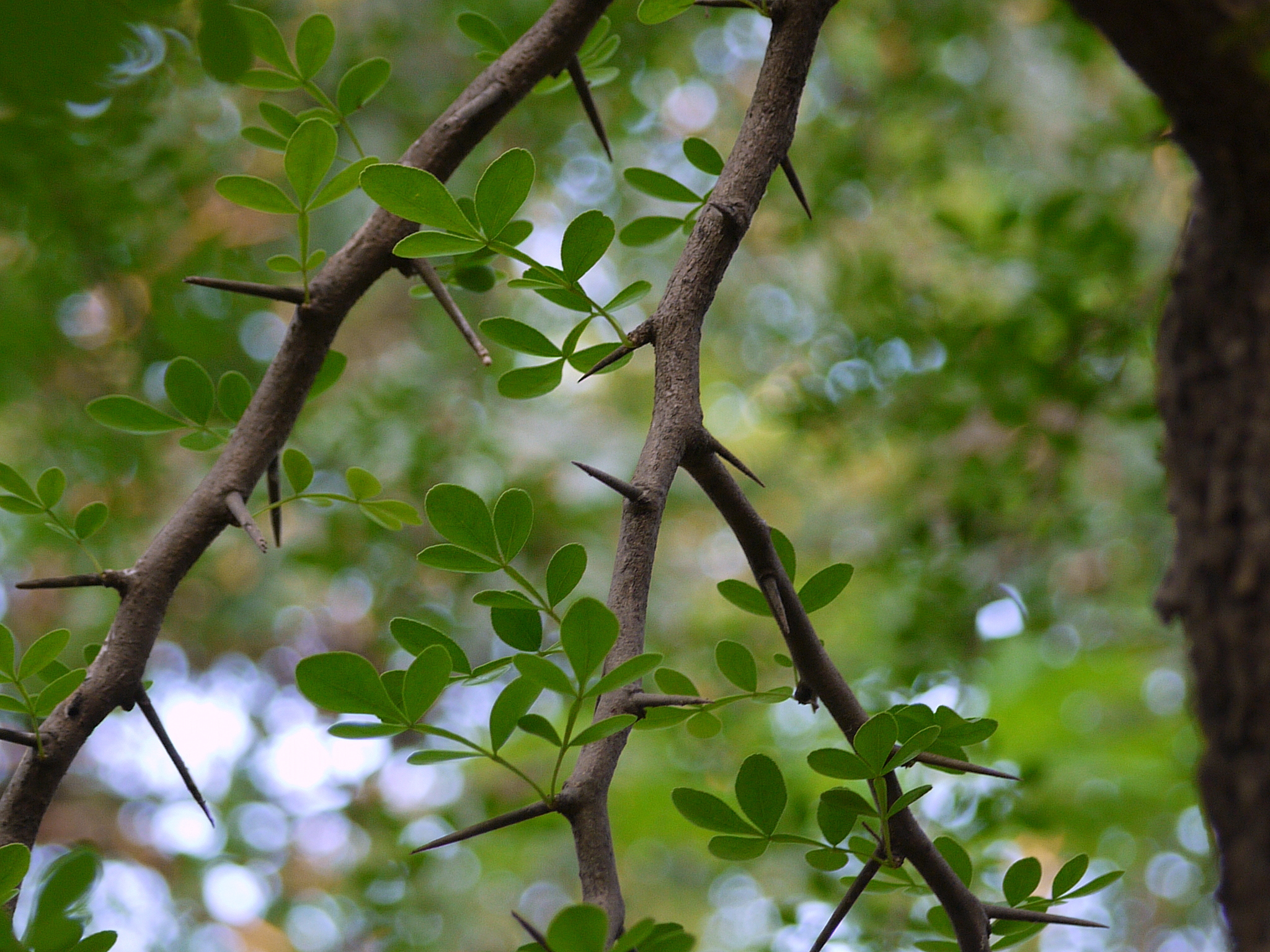
가지와 잎
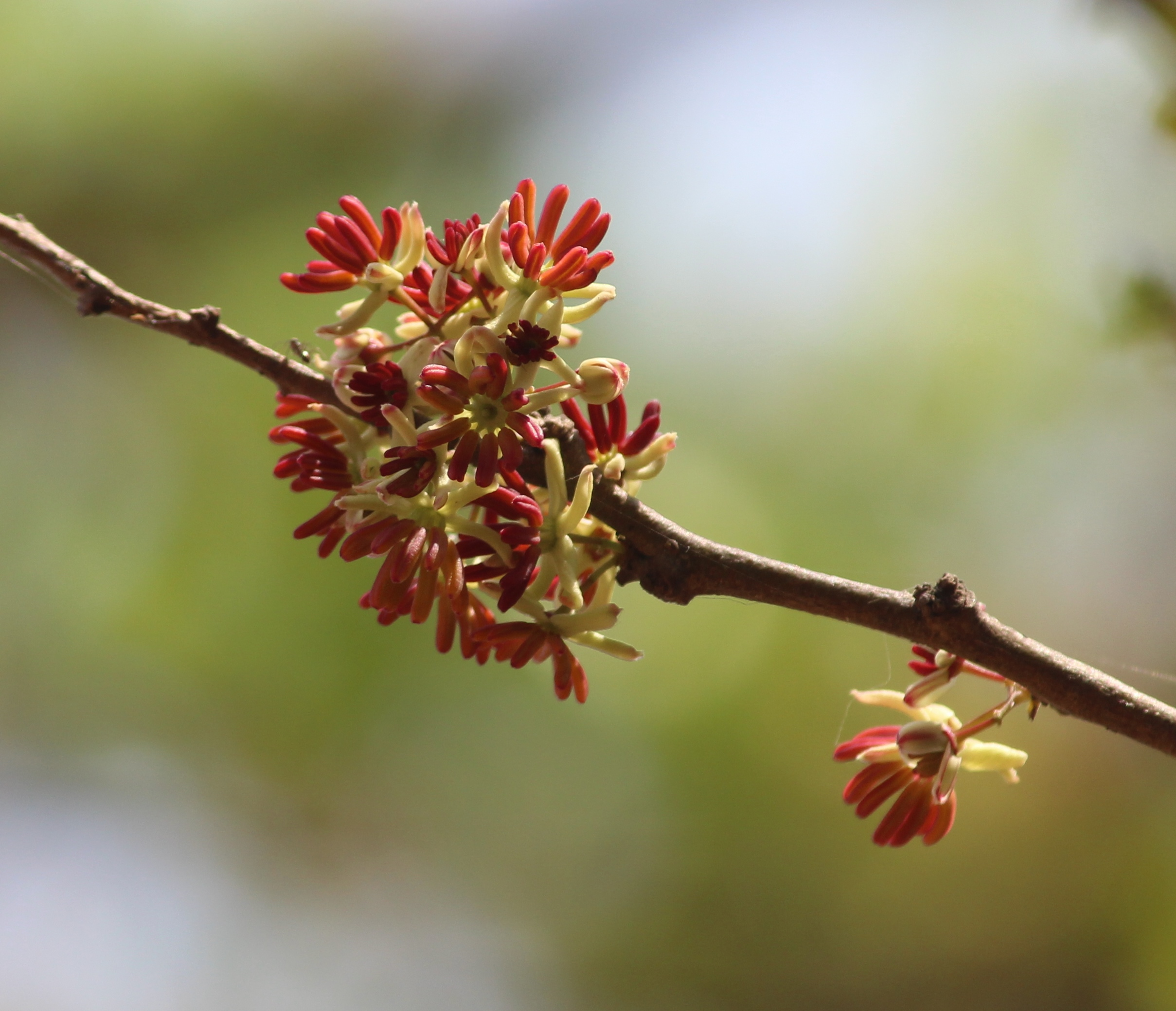
꽃
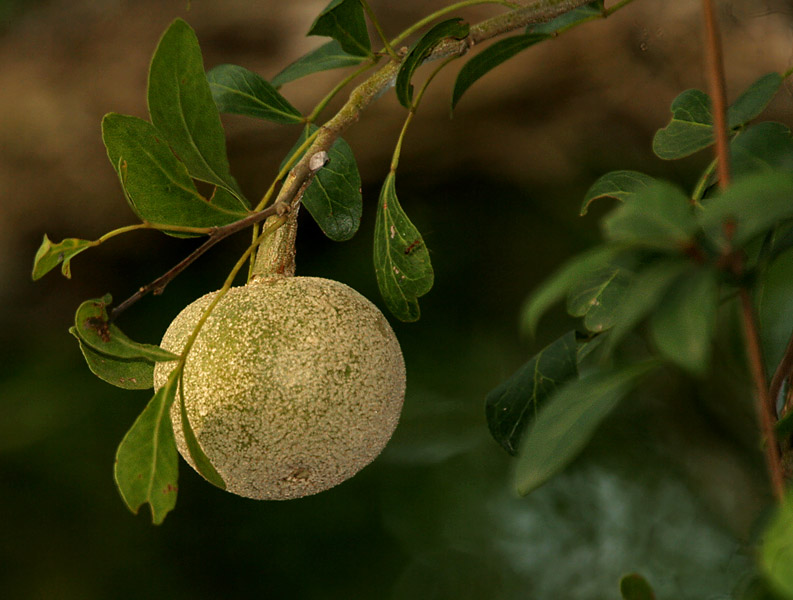
열매
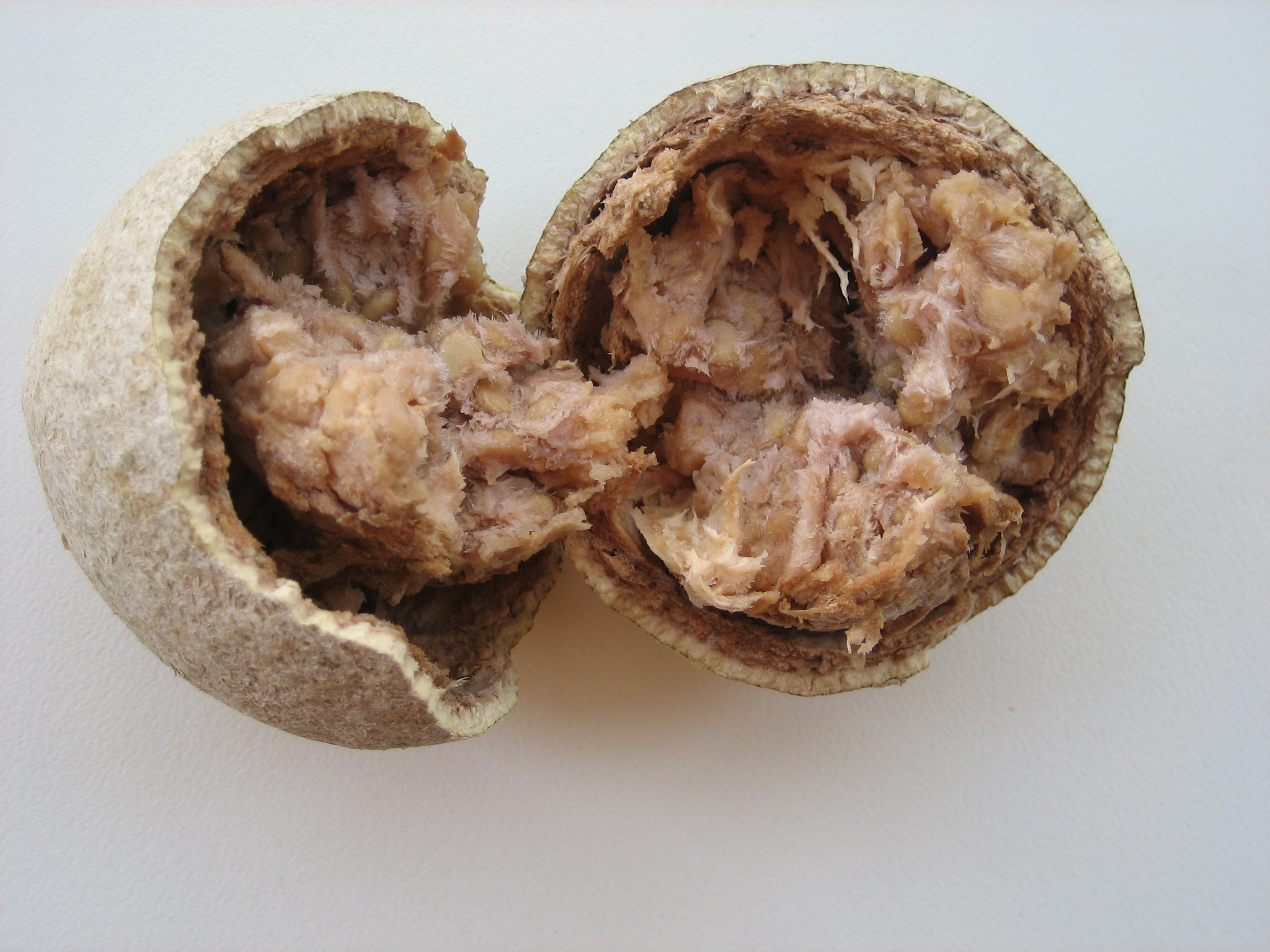
열매